# Hasier Larretxea
Hasier Larretxea Gortari (Arráyoz, Baztán, Navarra, 22 de marzo de 1982) es un escritor español. Ha publicado varios poemarios en euskera y castellano, idiomas en los que escribe indistintamente. En 2018 publicó su primer trabajo narrativo en castellano, El lenguaje de los bosques, editado por Espasa.

## Biografía
Nacido en Arráyoz, Navarra (España), en 1982, actualmente reside en Madrid. Su libro Niebla fronteriza (El Gaviero, 2015) fue seleccionado como uno de los mejores libros de poesía en el año de su publicación. Junto a su madre y su padre, el aizcolari Patxi Larretxea, ha recorrido España realizando recitales de poesía que incluyen una performance en la que su familia realiza diferentes ejercicios de corte de troncos y otras disciplinas de deporte rural vasco como el levantamiento de piedra mientras él recita sus poemas.

## Obra literaria

### Narrativa y ensayo
| Año  | Título                     | Editorial | ISBN           |
| ---- | -------------------------- | --------- | -------------- |
| 2014 | Larremotzetik              | Erein     | 978-8497466684 |
| 2018 | El lenguaje de los bosques | Espasa    | 978-8467051667 |

### Poesía
| Año  | Título                    | Editorial         | ISBN              |
| ---- | ------------------------- | ----------------- | ----------------- |
| 2008 | Azken bala/La última bala | Point de Lunettes | 978-8496508255    |
| 2011 | Atakak                    | Alberdania        | 978-8498682847    |
| 2013 | Barreras                  | La Garúa          | 978-8494057540    |
| 2015 | Niebla Fronteriza         | El Gaviero        | 978-8415048237    |
| 2016 | De un nuevo paisaje       | Stendhal Books    | 978-8460840060    |
| 2017 | Meridianos de tierra      | Harpo Libros      | 978-8494539954    |
| 2023 | Hijos del peligro         | Candaya           | 978-84-18504-57-0 |

### Cuentos
| Año  | Título     | Editorial | ISBN           |
| ---- | ---------- | --------- | -------------- |
| 2016 | Pulgarcito | Alkibla   | 978-8494466915 |

### Premios
- Primer premio en la modalidad de poesía con Eguraldi lainotsua en el certamen literario Ciudad de Pamplona (Pamiela, 2001).
- Premio Francisco Ynduráin de las Letras para Escritores Jóvenes 2008.